# Fort Mims-massakern
Fort Mims-massakern inträffade den 30 augusti 1813, då en styrka av Creeker, som tillhörde franktionen "Red Sticks" under ledning av Peter McQueen och William Weatherford "Red Eagle", hans kusin, dödade hundratals bosättare, blandrascreeker och milis vid Fort Mims. Fort Mims var en palissad med ett blockhus runt nybyggaren Samuel Mims hus och uthus.

## Bakgrund
Vid Creekkrigets början sökte sig nybyggare som bodde norr om Mobile skydd i den i all hast uppförd skans, som anlades på Samuel Mims plantage i Tensawdistriktet i dåvarande Mississippiterritoriet, nuvarande delstaten Alabama. Det var framförallt White Sticks creeker som sökte skydd hos de amerikanska nybyggarna i Fort Sims. Omkring 500 nybyggare, av vilka omkring 250 var beväpnade hemvärnsmän, kom att söka skydd i Fort Sims vilket var beläget ca 60 km norr om Mobile.

## Massakern
Vid middagstid den 30 augusti stormade Red Sticks under befäl av "Red Eagle" (William Weatherford) Fort Mims. Inga poster var utsatta och porten var öppen. Fortets kommendant, major Daniel Beasley försökte stänga porten men blev nedhuggen. Befälet övertogs av kapten Dixon Bailey, en creekindian, och försvararna kraftsamlade i fortets centrala byggnader. Red Sticks satte då eld på dessa och stormade. Försvararna, vita och creeker samt deras kvinnor och barn dödades. De flesta afrikanska slavar lät man dock leva, eftersom man själv ville förslava dem. Endast 36 personer tros ha undkommit.

## Konsekvenser
Massakern spred panik i sydstaterna och förvandlade Creekkriget från ett creekiskt inbördeskrig till ett krig med amerikanskt deltagande.